# ニック・ホワイト
ニック・ホワイト（Nic White、1990年6月13日 - ）は、スーパーラグビーウェスタン・フォースに所属するラグビーユニオン選手。

## プロフィール
- オーストラリア・スコーン出身。
- ポジションはスクラムハーフ(SH)。
- 身長 175cm、体重 82kg
- U20オーストラリア代表に選ばれたことがある[1]。
- オーストラリア代表キャップは61（2023年8月現在）でラグビーワールドカップ2019・ラグビーワールドカップ2023のオーストラリア代表に選ばれた[2][3]。

## 略歴
イーストウッド、NSWカウンティー、ブランビーズ、モンペリエを経て、2017年、エクセター・チーフスに加入。 
2020年、ブランビーズに復帰。